# 614690 Conversimarcello
614690 Conversimarcello este o planetă minoră (asteroid) din centura de asteroizi. A fost descoperită pe 4 decembrie 2021 la  de  și a fost numită după Marcello Conversi⁠(d). 
Obiectul prezintă o orbită caracterizată de o semiaxă mare de 2,6578481331727 UAi, o excentricitate de 0,21863717209201, o înclinație de 19,012349786196 ° în raport cu ecliptica.